# All of You (álbum de Colbie Caillat)
All of You es el tercer álbum de estudio de la cantante estadounidense Colbie Caillat. El álbum estaba previsto para ser lanzado el 3 de mayo de 2011, pero fue retrasado al 12 de julio de 2011. Está producido principalmente por Greg Wells, y en su composición tuvo colaboradores como Ryan Tedder, Toby Gad, Jason Reeves y Rick Nowels. El primer sencillo del álbum "I Do" fue lanzado el 7 de febrero de 2011 y alcanzó el puesto número 23 del Billboard Hot 100 y el 11 del Adult Pop Songs. El segundo sencillo "Brighter Than The Sun" fue lanzado el 17 de mayo de 2011 y alcanzó el 47 del Billboard Hot 100.

## Historia y producción
"Sigo incorporando los estilos que me encantan que estaban en Breakthrough y Coco, pero es un nuevo capítulo" dijo Colbie en una entrevista con Billboard. "He experimentado más y he escrito con compositores nuevos que tienen mucho talento, pero sigue siendo mi propia música, mi sentimiento y mi sonido. Las canciones son más up-tempo en este disco, es un álbum veraniego." Caillat comenzó a grabar All of You el verano de 2010 en California y acabó el álbum entre los últimos conciertos del otoño. El primer single "I Do", debutó en el número 23 del Billboard Hot 100 en febrero y ha vendido desde entonces 154,000 copias, según Nielsen SoundScan. 

## Lista de canciones
| Tracklisting |                                    |                                  |          |  |
| N.º          | Título                             | Escritor(es)                     | Duración |  |
| 1.           | «Brighter Than the Sun»            | Colbie Caillat, Ryan Tedder      | 3:51     |  |
| 2.           | «I Do»                             | Caillat, Toby Gad                | 2:53     |  |
| 3.           | «Before I Let You Go»              | Caillat, Rick Nowels             | 3:35     |  |
| 4.           | «Favorite Song» (featuring Common) | Caillat, Tedder, Lonnie Lynn Jr. | 3:46     |  |
| 5.           | «What If»                          | Caillat, Nowels, Jason Reeves    | 3:45     |  |
| 6.           | «Shadow»                           | Caillat, Justin Young            | 3:20     |  |
| 7.           | «Think Good Thoughts»              | Caillat, Gad, Kara DioGuardi     | 4:01     |  |
| 8.           | «Like Yesterday»                   | Caillat, Reeves, Young           | 3:27     |  |
| 9.           | «All of You»                       | Caillat, Reeves                  | 3:49     |  |
| 10.          | «Dream Life, Life»                 | Caillat, Nowels                  | 3:25     |  |
| 11.          | «What Means the Most»              | Caillat, Gad                     | 3:27     |  |
| 12.          | «Make It Rain»                     | Caillat                          | 3:57     |  |

Bonus Tracks
| iTunes and Japanese Edition |                                 |                         |          |  |
| N.º                         | Título                          | Escritor(es)            | Duración |  |
| 13.                         | «Stereo»                        | Caillat, Nathan Chapman | 3:16     |  |
| 14.                         | «Maria» (iTunes Pre-order only) | Jimmy Destri            | 4:13     |  |

- Datos: Q3284528